# Řád Francisca de Mirandy
Řád Francisca de Mirandy (španělsky: Orden Francisco de Miranda) je venezuelský řád založený roku 1939. Udílen je občanům Venezuely i cizím státním příslušníkům za úspěchy na poli vědy a zásluhy o stát.

## Historie a pravidla udílení
První varianta řádu byla založena roku 1934 a vycházela z původní stejnojmenné medaile založené roku 1930. Status řádu byl zákonem ze dne 28. července 1939 reformován a posléze zákonem z roku 1943 zrušen. Nový řád Francisca de Mirandy byl založen prezidentem Venezuely Isaíasem Medinou Angaritou dekretem č. 21.152 ze dne 14. července 1943. Řád nese jméno venezuelského vojenského velitele a revolucionáře Sebastiána Francisca de Mirandy y Rodrigueze de Espinozy, obecně známého jako Francisco de Miranda (1754–1816). V roce 2006 byl řád znovu reformován. 
Velmistrem řádu je z titulu své funkce úřadující prezident Venezuely. Řád je udílen občanům Venezuely i cizím státním příslušníkům za vynikají služby zemi, za úspěchy v oblasti vědy a za humanitární činy. Prezident republiky může dle svého uvážení udělit řád v kteréhokoliv třídě předním zahraničním politikům, velvyslancům a vyšším diplomatům působícím ve Venezuele. Ocenění kromě řádových insignií obdrží také diplom dokládající udělení řádu. Diplom je podepsán prezidentem republiky a potvrzený ministrem vnitra a ministrem zahraničních věcí. 

## Insignie
Řádový odznak má podobu oválného medailonu lemovaného pásem v barvě kaštanově hnědého smaltu. Rozměry medailonu jsou 28 × 18 mm. V pruhu širokém 2 mm je zlatým písmem nápis FRANCISCO DE MIRANDA a ve spodní části dvě zkřížené vavřínové ratolesti. Uprostřed medailonu je zlatý portrét Francisca de Mirandy. Z medailonu vychází osm cípů zakončených dvěma hroty. Delší čtyři cípy jsou dlouhé 16 mm a kratší čtyři cípy jsou dlouhé 11 mm. Jednotlivé cípy jsou spolu spojeny zlatým páskem. Na zadní straně je vyražen státní znak Venezuely.
Stuha je zářivě žlutá.

## Třídy
Řád je udílen ve třech řádných třídách. Původní verze řádu udílená do roku 1943 měla tříd pět.
- velkokříž – Řádový odznak se nosí zavěšený na široké stuze spadající z ramene na protilehlý bok. Řádová hvězda se nosí nalevo na hrudi.
- komtur – Řádový odznak se nosí na stuze kolem krku. Řádová hvězda se nosí nalevo na hrudi.
- rytíř – Řádový odznak se nosí na stužce nalevo na hrudi. Řádová hvězda této třídě nenáleží.

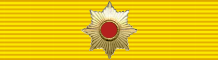
velkokříž
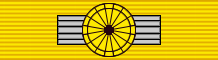
komtur
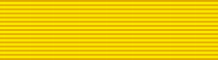
rytíř